# 스테이션 F

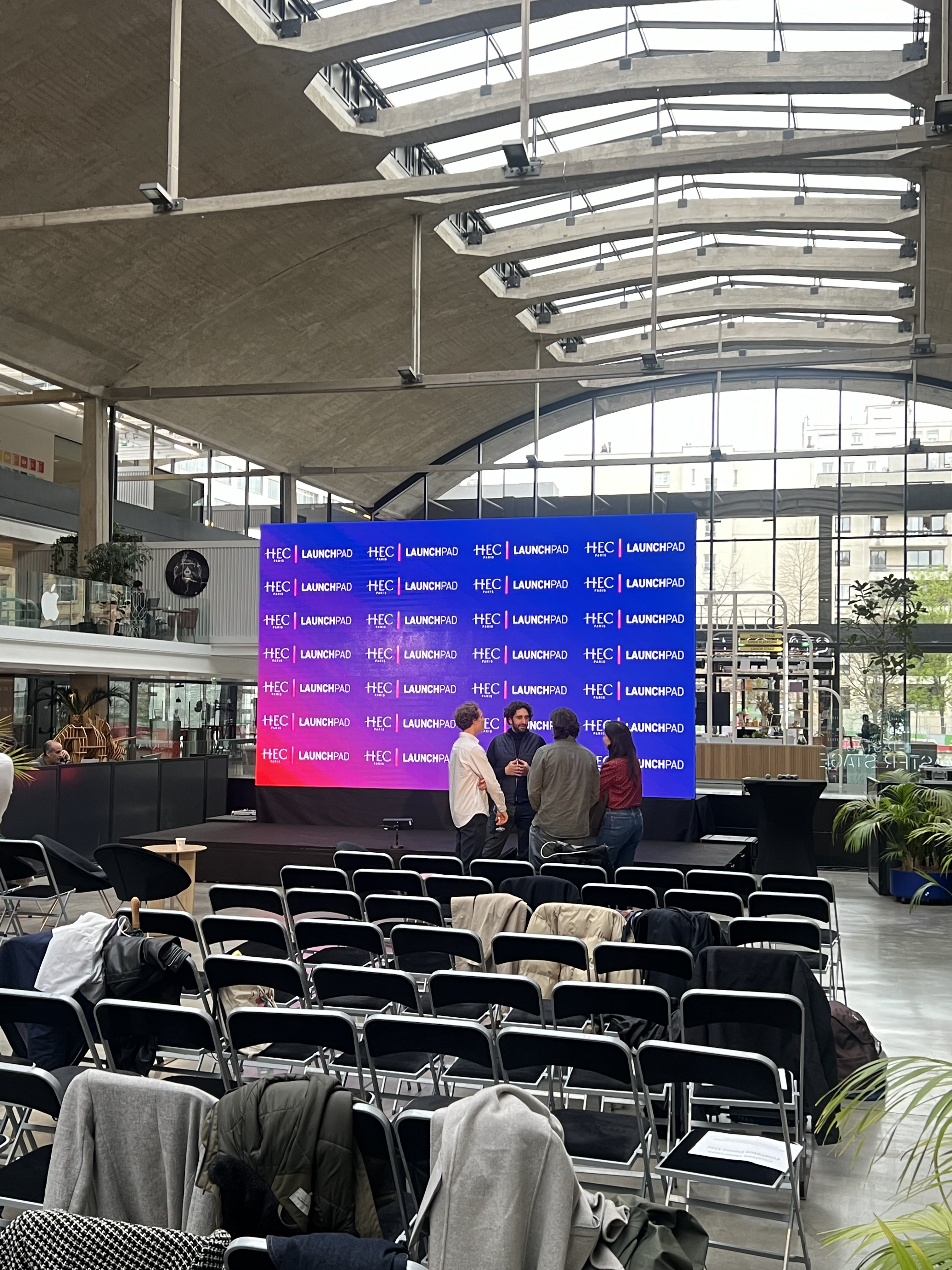
HEC 파리 스타트업 런치패드 데모 데이 2024

스테이션 F(Station F)는 2017년 6월 29일 취임한 스타트업 캠퍼스로, 34,000 평방 미터에 걸쳐 있으며 파리의 할레 프라이시 넷에 위치하고 있다. 스테이션 F는 Xavier Niel에 의해 설립되었고, Roxanne Varza가 사장이다. 세계에서 가장 큰 스타트 업 캠퍼스이다.

## 캠퍼스
스테이션 F 캠퍼스는 3,000 개 이상의 워크 스테이션, 시장, 26 개의 국제 지원 및 가속 프로그램, 이벤트 공간 및 식사 장소가있는 시작 영역을 호스팅한다. 건물에는 회의 공간, 레스토랑, 3 개의 바 및 370 석의 강당이 있다. 인큐베이터에는 또한 투자 자금, 팹 랩, 3D 프린터 및 공공 서비스와 같은 신생 기업의 기능에 필수적인 서비스가 있다.
캠퍼스는 유럽 최고의 비즈니스 스쿨인 HEC 파리와 같은 다양한 학교의 파트너이다.